# زوال عقل پیش‌رس

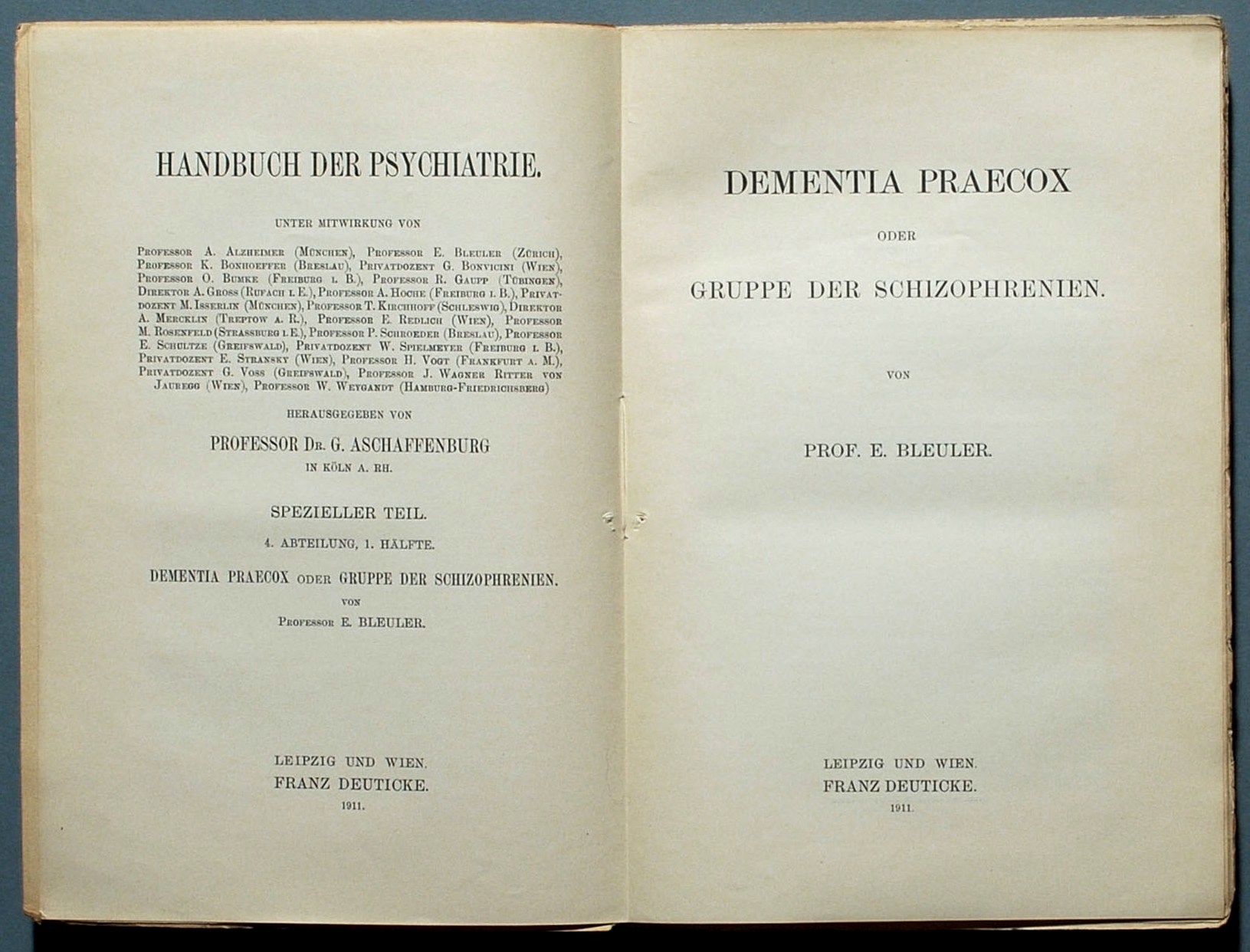
یک ویژه‌نگاشت اثر اویگن بلویلر دربارهٔ زوال عقل پیش‌رس (۱۹۱۱)

زوال عقل پیش‌رس یا جنون زودرس (انگلیسی: Dementia praecox؛ به‌معنای «زوال عقل زودهنگام» یا «جنون نابهنگام») یک تشخیص روان‌پزشکی منسوخ‌شده است که در ابتدا برای توصیف اختلال روان‌پریشی مزمن و رو به زوال به‌کار می‌رفت؛ اختلالی که با فروپاشی سریع عملکرد شناختی همراه بود و معمولاً در اواخر نوجوانی یا اوایل بزرگسالی آغاز می‌شد. در گذر زمان، اصطلاح زوال عقل پیش‌رس به تدریج با اصطلاح اسکیزوفرنی جایگزین شد. در ابتدا، مفهوم اسکیزوفرنی شامل مواردی بود که امروزه در طیف اوتیسم نیز قرار می‌گیرند.
اصطلاح زوال عقل پیش‌رس نخستین بار توسط روان‌پزشک آلمانی هاینریش شوله در سال ۱۸۸۰ استفاده شد.
این اصطلاح همچنین در سال ۱۸۹۱ توسط آرنولد پیک (‎۱۸۵۱–۱۹۲۴)، استاد روان‌پزشکی دانشگاه کارل پراگ، به‌کار رفت. او در گزارشی بالینی کوتاه، فردی را با روان‌پریشی شبیه به هِـبفرنی (نوعی روان‌پریشی با شروع در نوجوانی) توصیف کرد.
روان‌پزشک آلمانی امیل کرپلین (۱۸۵۶–۱۹۲۶) توصیف دقیق اصطلاح زوال عقل پیش‌رس را در کتاب‌های درسی خود رواج داد. اختلالی که او توصیف کرد، بعدها به عنوان بیماری‌ای مجزا شناخته شد و نام آن به اسکیزوفرنی تغییر یافت.
کرپلین طبقه‌بندی پیچیده روان‌پزشکی قرن نوزدهم را ساده کرد و آن را به دو دسته کلی تقسیم نمود: روان‌پریشی شیدایی–افسردگی (که اکنون اختلال دوقطبی نامیده می‌شود) و زوال عقل پیش‌رس. این تقسیم‌بندی که به آن دوگانگی کرپلینی (Kraepelinian dichotomy) می‌گویند، تأثیر عمیقی بر روان‌پزشکی قرن بیستم گذاشت، گرچه بعدها مورد نقد قرار گرفت.
در زوال عقل پیش‌رس، اختلال اصلی، نقص در عملکرد شناختی یا ذهنی، مانند توجه، حافظه و رفتار هدفمند در نظر گرفته می‌شد. کرپلین این وضعیت را در مقابل روان‌پریشی شیدایی–افسردگی (که اکنون اختلال دوقطبی نامیده می‌شود) و سایر اختلالات خلقی مانند اختلال افسردگی عمده قرار داد. اما در نهایت نتیجه گرفت که نمی‌توان فقط بر اساس علائم مقطعی، این دسته‌ها را به‌وضوح از هم متمایز کرد.
کرپلین زوال عقل پیش‌رس را بیماری‌ای رو به وخامت و غیرقابل درمان می‌دانست که هیچ بهبودی در آن رخ نمی‌دهد. با این حال، تا سال ۱۹۱۳ و به‌ویژه تا ۱۹۲۰، او اذعان کرد که هرچند ممکن است نقص شناختی پایداری در بیشتر موارد باقی بماند، اما پیش‌آگهی آن به آن بدی که در دهه ۱۸۹۰ توصیف کرده بود، نیست. با این وجود، او همچنان این اختلال را به عنوان یک بیماری مشخص و جدی در نظر می‌گرفت که نشان‌دهنده جنونی غیرقابل درمان و غیرقابل توضیح بود.
آدولف مایر دربارهٔ این بیماری گفته است: «تاریخچه زوال عقل پیش‌رس، در واقع همان تاریخ روان‌پزشکی به‌طور کامل است.»

## بیشتر بخوانید
- Bibliography of scholarly histories on schizophrenia and dementia praecox, part 1 (2000 – mid 2007).
- Burgmair, Wolfgang & Eric J. Engstrom & Matthias Weber, et al., eds. Emil Kraepelin. 8 vols. Munich: Belleville, 2000–2013.
  - Vol. VIII. Kraepelin in München, Teil III: 1921–1926 (2013), شابک ‎۹۷۸−۳−۹۴۳۱۵۷−۲۲−۲.
  - Vol. VII: Kraepelin in München, Teil II: 1914–1926 (2008).
  - Vol. VI: Kraepelin in München, Teil I: 1903–1914 (2006), شابک ‎۳−۹۳۳۵۱۰−۹۵−۳
  - Vol. V: Kraepelin in Heidelberg, 1891–1903 (2005), شابک ‎۳−۹۳۳۵۱۰−۹۴−۵
  - Vol. IV: Kraepelin in Dorpat, 1886–1891 (2003), شابک ‎۳−۹۳۳۵۱۰−۹۳−۷
  - Vol. III: Briefe I, 1868–1886 (2002), شابک ‎۳−۹۳۳۵۱۰−۹۲−۹
  - Vol. II: Kriminologische und forensische Schriften: Werke und Briefe (2001), شابک ‎۳−۹۳۳۵۱۰−۹۱−۰
  - Vol. I: Persönliches, Selbstzeugnisse (2000), شابک ‎۳−۹۳۳۵۱۰−۹۰−۲
- Engels, Huub (2006). Emil Kraepelins Traumsprache 1908–1926. annotated edition of Kraepelin's dream speech in the mentioned period. شابک ‎۹۷۸−۹۰−۶۴۶۴−۰۶۰−۵.
- Kraepelin, Emil. Psychiatrie: Ein kurzes Lehrbuch fur Studirende und Aerzte. Vierte, vollständig umgearbeitete Auflage. Leipzig: Abel Verlag, 1893.
- Kraepelin, Emil. Psychiatrie: Ein Lehrbuch fur Studirende und Aerzte. Fünfte, vollständig umgearbeitete Auflage. Leipzig: Verlag von Johann Ambrosius Barth, 1896.
- Kraepelin, Emil. Psychiatrie: Ein Lehrbuch fur Studirende und Aerzte. Sechste, vollständig umgearbeitete Auflage. Leipzig: Verlag von Johann Ambrosius Barth, 1899.
- Pick, Arnold. Ueber primare chronische Demenz (so. Dementia praecox) im jugendlichen Alter. Prager medicinische Wochenschrift, 1891, 16: 312–315.